# 桑加诺
桑加诺（義大利語：Sangano），是意大利都灵省的一个市镇。总面积6平方公里，人口3784人，人口密度630.7人/平方公里（2009年）。ISTAT代码为001241。

## 友好城市
- 巴西迪亚曼蒂纳